# 布朗伍德 (德克薩斯州)
布朗伍德（英語：Brownwood）是一個位於美國德克薩斯州布朗縣的城市。根據2010年美國人口普查，該地共人口19288人，而該地的面積約為38.50平方千米。同時該地也是布朗縣的縣治。

## 地理
布朗伍德的座標為31°42′29″N 98°58′57″W / 31.70806°N 98.98250°W，而該地的平均海拔高度為416米（即1365英尺）。